# Trinajst dni (film)
Trinajst dni je ameriški zgodovinski politični triler iz leta 2000, ki ga je režiral Roger Donaldson. Film prikazuje kubansko raketno krizo leta 1962, gledano z vidika ameriškega političnega vodstva. V filmu so v glavnih vlogah nastopili Kevin Costner, Bruce Greenwood, Steven Culp in Dylan Baker.
Čeprav film nosi isti naslov kot knjiga Trinajst dni iz leta 1969, je v resnici posnet po knjigi Ernesta R., Kennedyjevi posnetki: znotraj Bele hiše med kubansko raketno krizo iz leta 1997. Gre za drugo dokudramo o krizi, prva je bila Oktobrske rakete iz leta 1974, ki je nastala po Kennedyjevi knjigi. Film iz leta 2000 vsebuje nekaj na novo razkritih podatkov, ki niso bili na voljo prejšnji produkciji, vendar je bolj dramatičen, zlasti glede izbire O'Donnella kot protagonista. Prejel je na splošno pozitivne kritike kritikov, kateri so pohvalili scenarij in nastope igralske zasedbe. Film je po vsem svetu zaslužil 66,6 milijona dolarjev v primerjavi s proračunom v višini 80 milijonov dolarjev.

## Vsebina
Oktobra 1962 fotografije, ki jih posname ameriško zračno letalo U-2 razkrijejo, da Sovjetska zveza na Kubo na skrivaj postavlja balistične rakete srednjega dosega z jedrskim orožjem. Ameriški predsednik John F. Kennedy in njegovi svetovalci morajo pripraviti načrt, kako preprečiti aktivacijo raket. Kennedy želi pokazati, da ZDA ne bodo dovolile raketne grožnje. Združeni načelnik štabov svetuje vojaške napade na raketna mesta, čemur sledi invazija na Kubo. Kennedy temu nasprotuje, ker bi to verjetno povzročilo invazijo Sovjetov na Berlin, kar bi lahko vodilo v vsesplošno vojno. Kennedy vidi analogijo z dogodki, ki so začeli prvo svetovno vojno, kjer se taktike poveljnikov obeh strani niso razvile od prejšnje vojne in so bile zastarele, le da gre tokrat za jedrsko orožje. Zdi se, da je vojna skoraj neizogibna.
Kennedyjeva administracija poskuša najti rešitev, ki bo odstranila rakete, a se izognila vojnim dejanjem. Zavračajo blokado, saj se to formalno obravnava kot vojno dejanje, in ostajajo pri tem, kar javno označujejo kot karanteno. Napovedujejo, da bodo ameriške pomorske sile ustavile vse ladje, ki bodo vplule v kubanske vode, in jih pregledale, da preverijo, ali ne prevažajo orožja. Sovjetska zveza v odgovor pošilje mešana sporočila. Pred obalami Kube se sovjetske ladje vračajo s karantenskih linij. Slike vohunskih letal so še naprej v akciji, vendar eden od Kennedyjevih glavnih svetovalcev, Kenneth O'Donnell, pokliče pilote, da zagotovi, da naj ne streljajo, ker če bi, bi bila država prisiljena uvesti povračilne ukrepe po pravilih delovanja.
Z Johnom A. Scalijem, poročevalcem ABC News, stopi v stik sovjetski "odposlanec" Aleksander Fomin in prek te povratne komunikacijske metode Sovjeti ponudijo odstranitev raket v zameno za javna zagotovila, da ZDA ne bodo nikoli napadle Kube. Prejeto je dolgo sporočilo kot neformalno sporočilo Fomina, ki ga je očitno napisal osebno sovjetski voditelj Nikita Hruščov. Temu sledi druga, bolj trda depeša, v kateri Sovjeti ponujajo dogovor, ki vključuje odstranitev ZDA njihovih raket Jupiter iz Turčije. Kennedyjeva administracija drugo interpretira kot odgovor politbiroja in se odloči, da ga bo ignorirala in se odzvala na sporočilo, ki naj bi bilo od Hruščova. Med krizo pride do več napačnih korakov: stopnja obrambne pripravljenosti poveljstva strateškega letalstva je dvignjena na DEFCON 2, ne da bi bil o tem obveščen Kennedy; ameriški poskus jedrskega orožja poteka  in rutinska poskusna izstrelitev ameriške ofenzivne rakete je prav tako izvedena brez vednosti predsednika.
V želji po času, medtem ko je pod pritiskom vojske za takojšnjo stavko, predsednik Kennedy dovoli napade na raketna mesta in invazijo na Kubo, ki naj bi se začela naslednji ponedeljek. Nadzorno letalo U-2 pošljejo nad Kubo, da bi zbralo obveščevalne podatke za napad, vendar ga sestrelijo in pri tem ubijejo pilota. Po dolgem premisleku z izvršnim odborom Sveta za nacionalno varnost se Kennedy še zadnjič poskuša izogniti vojni tako, da v petek zvečer pošlje svojega brata Roberta na srečanje s sovjetskim veleposlanikom Anatolijem Dobrininom. Bobby ponovi zahtevo, da Sovjeti odstranijo svoje rakete s Kube, v zameno pa obljubi, da ZDA ne bodo napadle ali pomagal pri invaziji na Kubo. Dobrynin vztraja, da morajo ZDA tudi odstraniti vse rakete iz Turčije, na meji s Sovjetsko zvezo. Bobby pravi, da to v trenutku takoj ni mogoče, vendar zagotovi, da bodo v zameno za Hruščovo odstranitev raket s Kube, ZDA v šestih mesecih odstranile vse svoje "zastarele" rakete iz Turčije. Sovjeti v nedeljo napovejo, da bodo odstranili svoje rakete s Kube in tako preprečili vojno, ki bi lahko prerasla v uporabo jedrskega orožja. Predsednik Kennedy kasneje napiše sožalno pismo družini izvidniškega pilota Rudolfa Andersona, ki je bil umrl nad Kubo v okviru priprav na invazijo. 

## Vloge
- Bruce Greenwood – John F. Kennedy
- Steven Culp –  Robert F. Kennedy
- Kevin Costner – Kenneth O'Donnell
- Dylan Baker – Robert McNamara
- Michael Fairman –  Adlai Stevenson II
- Daniel Vergara – José Antonio Mora
- Bill Smitrovich – Maxwell Taylor
- Jack Blessing – John A. Scali
- Frank Wood – McGeorge Bundy
- Ed Lauter – Marshall Carter
- Madison Mason – George Whelan Anderson Jr.
- Kevin Conway – Curtis LeMay
- Pramod Kumar – U Thant
- Tim Kelleher – Ted Sorensen
- Len Cariou – Dean Acheson
- Charles Esten – Rudolf Anderson
- Olek Krupa –  Andrei Gromyko
- Stephanie Romanov – Jacqueline Kennedy
- Lucinda Jenney – Helen O'Donnell
- Jack McGee – Richard J. Daley
- Janet Coleman – Evelyn Lincoln
- Tom Everett – Walter Sheridan
- Oleg Vidov – Valerian Zorin
- John Aylward – Orvil Dryfoos
- Elya Baskin – Anatoly Dobrynin
- Larry Strauss – C. Douglas Dillon
- Alex Veadov – Radijski poročevalec
- Henry Strozier – Dean Rusk
- Walter Adrian –  Lyndon B. Johnson
- Christopher Lawford – William Ecker
- Kelly Connell – Pierre Salinger
- Peter White – John McCone
- Boris Lee Krutonog – Alexander Feklisov
- Dakin Matthews – Arthur C. Lundahl
- James Karen – George Ball
- Dan Ziskie – Walter 'Cam' Sweeney
- Caitlin Wachs – Kathy O'Donnell
- Jon Foster – Kenny O'Donnell, Jr.
- Marya Kazakova – Sovjetinja